# Доналд Кембел
Доналд Малком Кембел (енгл. Donald Campbell; Хорли, 23. март 1921 — Конистон, 4. јануар 1967) је био енглески возач брзих аутомобила и чамаца. Светски рекорд у вожњи аутомобилом од 648,7 километара на час поставио 1964. Погинуо је возећи чамац с млазним мотором „Плава птица“ на језеру Конистон.